# Atletismo nos Jogos Paralímpicos de Verão de 2012 - 100 m masculino
As competições dos 100 metros masculino do atletismo nos Jogos Paralímpicos de Verão de 2012 foram disputadas entre os dias 31 de agosto e 8 de setembro no Estádio Olímpico de Londres, na capital britânica. Participaram desse evento atletas que foram divididos em 15 classes diferentes de deficiência.

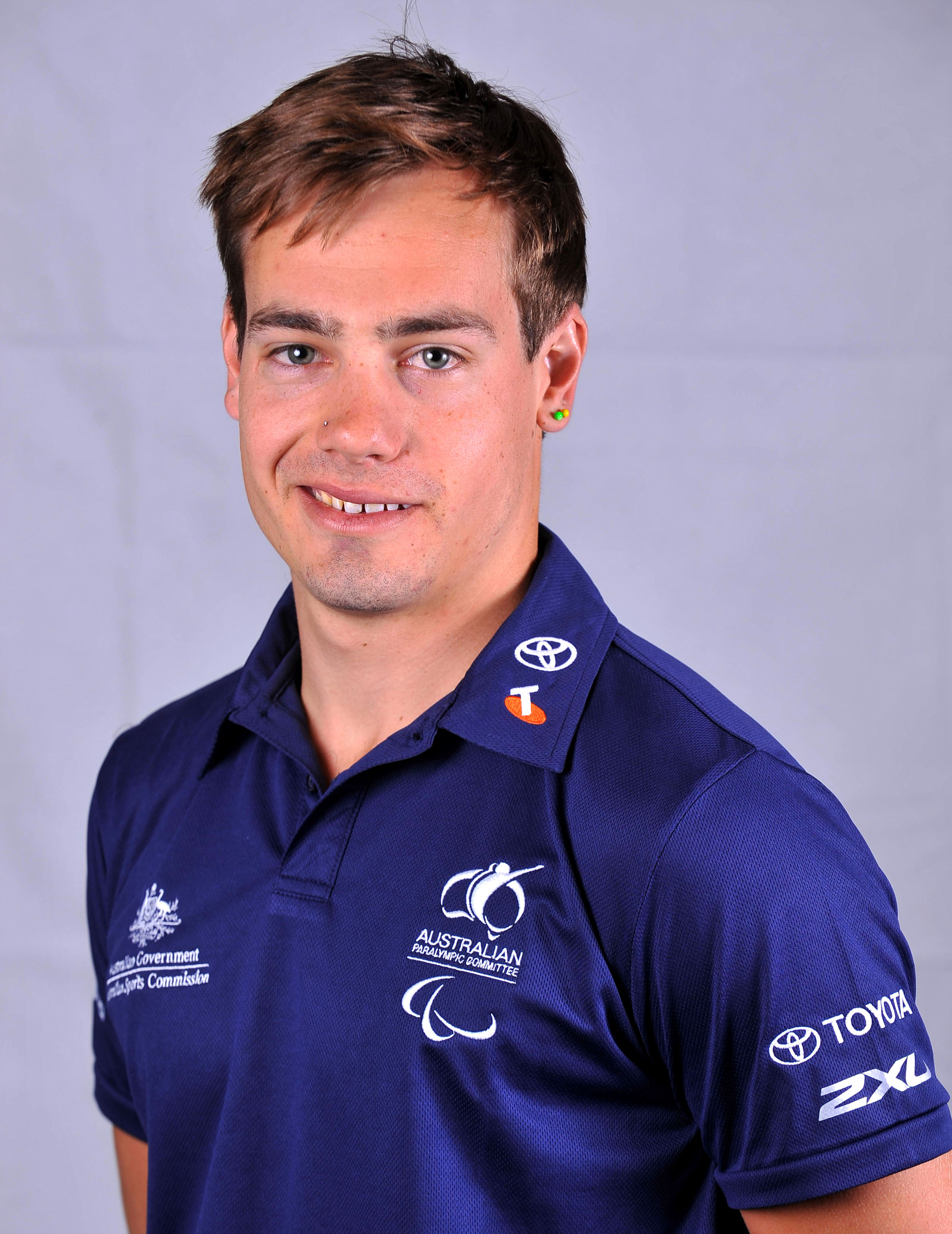
O australiano Evan O'Hanlon conquistou a medalha de ouro nos 100 m classe T38.

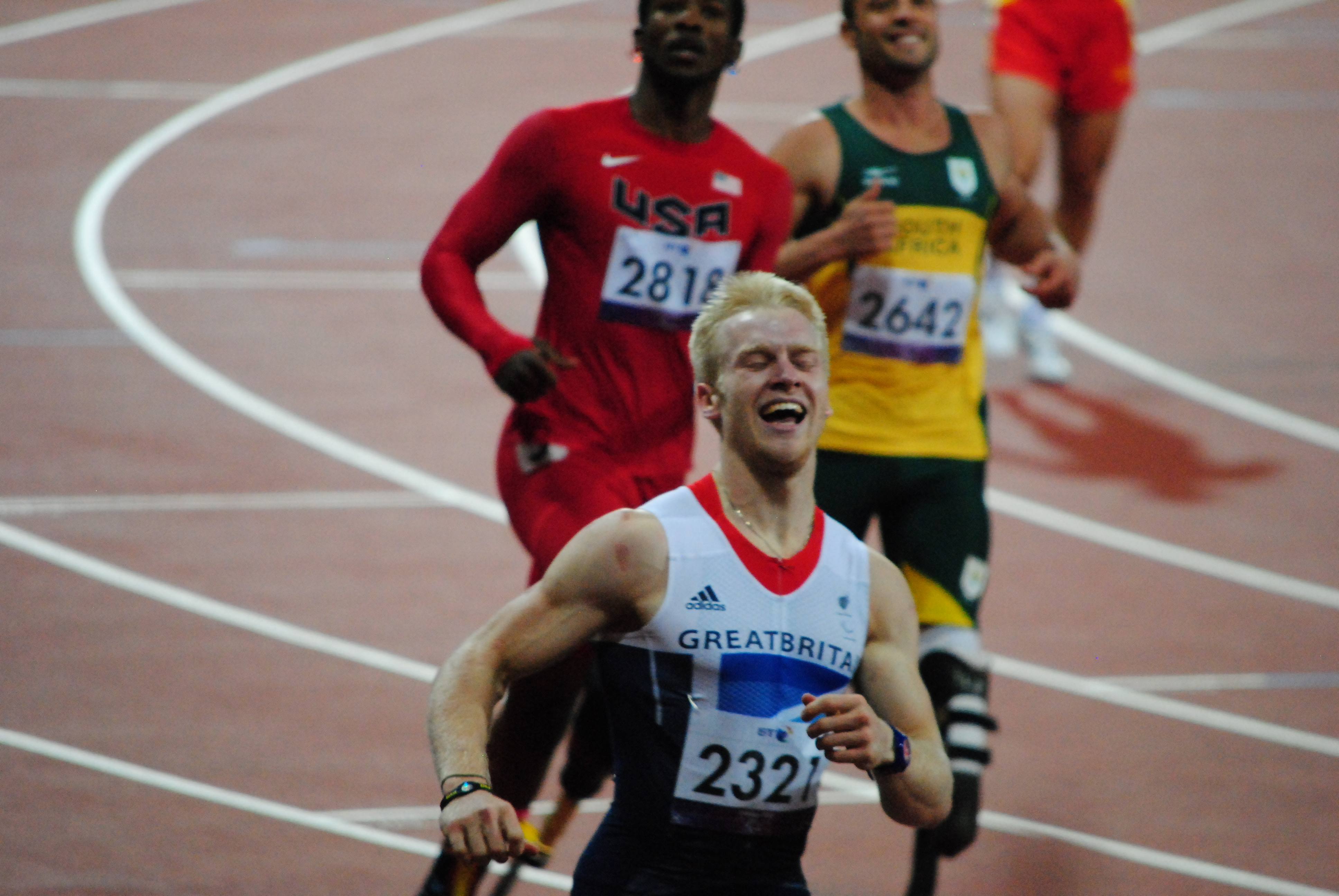
O britânico Jonnie Peacock conquistou a medalha de ouro nos 100 m classe T44.

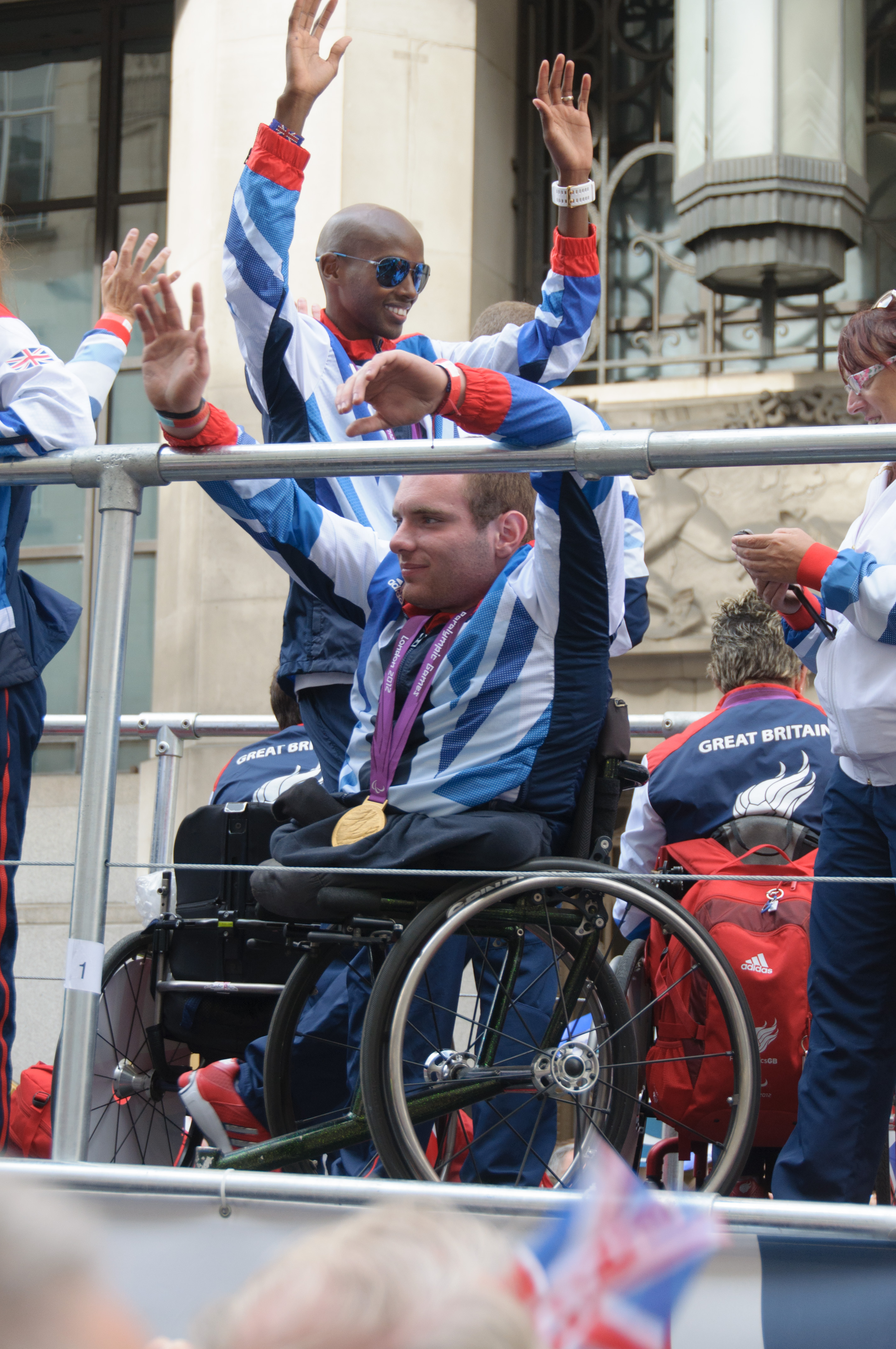
O também britânico Mickey Bushell conquistou a medalha de ouro nos 100 m classe T53.

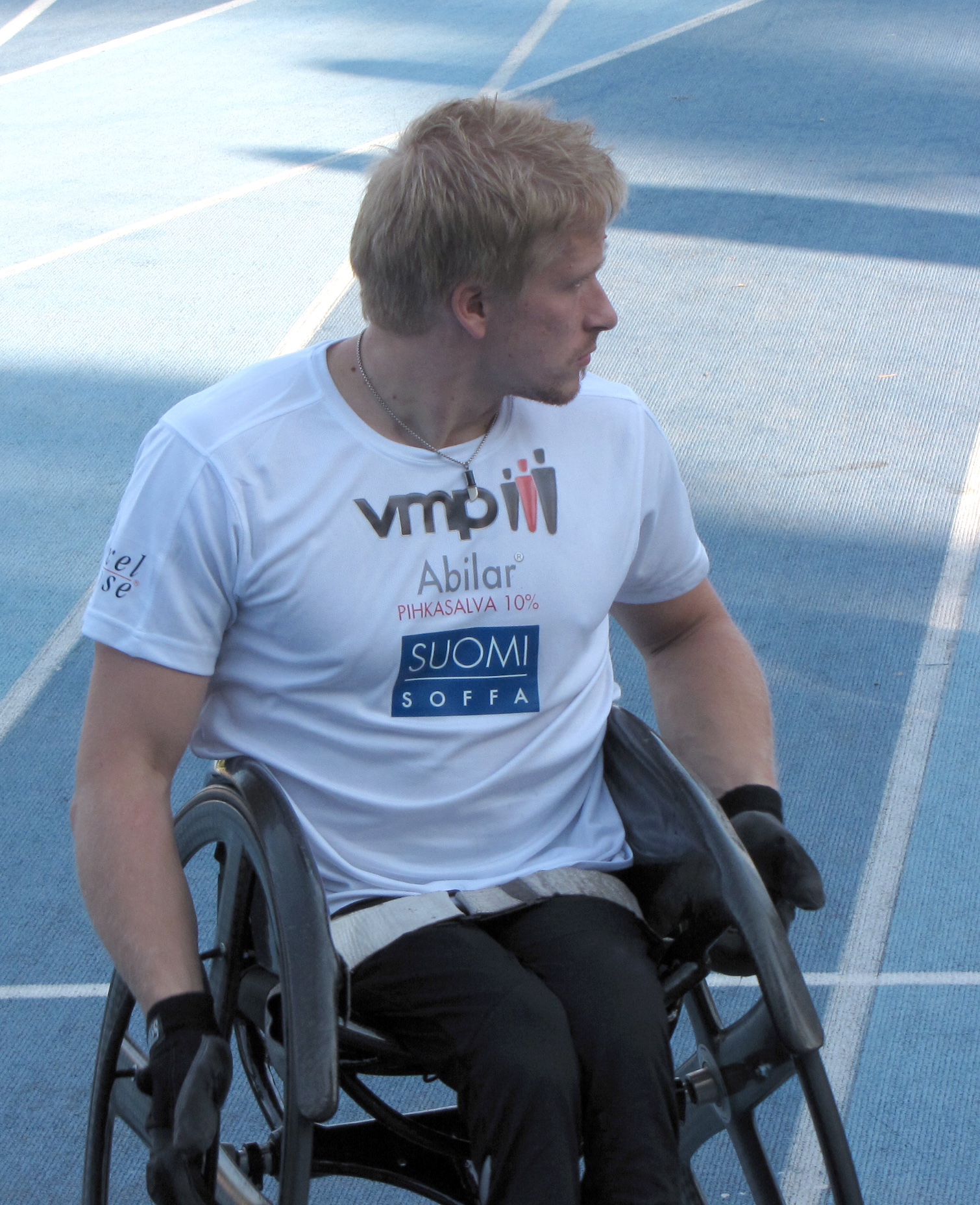
O finlandês Leo-Pekka Tähti conquistou a medalha de ouro competindo nos 100 m classe T54.

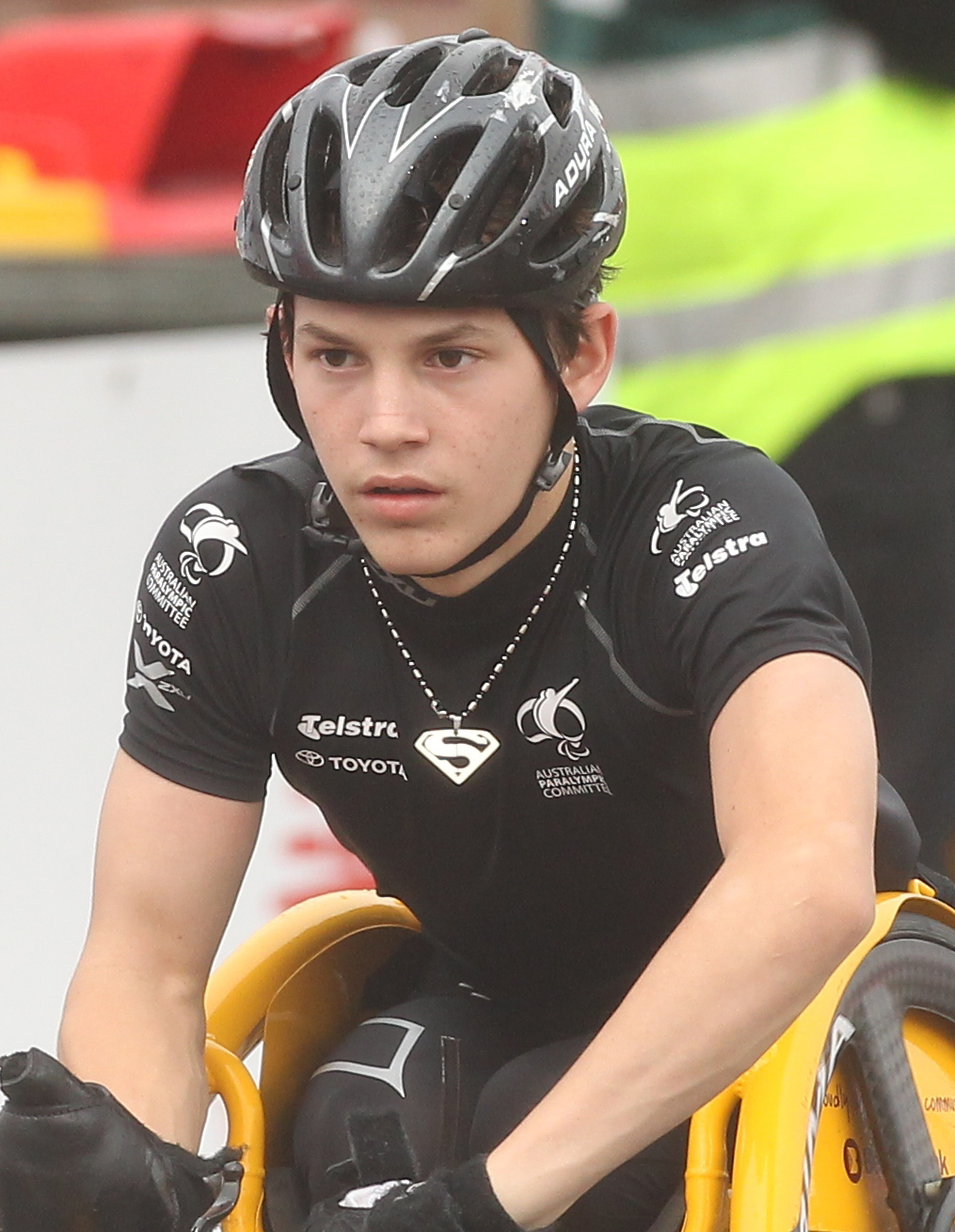
Com apenas 15 anos, o australiano Rheed McCracken conquistou a medalha de prata nos 100 m classe T34.

## Medalhistas

### Classe T11
| Ouro   | CHN Xue Lei / Wang Lin (guia)                       |
| Prata  | BRA Lucas Prado / Justino Barbosa dos Santos (guia) |
| Bronze | BRA Felipe Gomes / Leonardo Souza Lopes (guia)      |

### Classe T12
| Ouro   | RUS Fedor Trikolich   |
| Prata  | POL Mateusz Michalski |
| Bronze | CHN Li Yansong        |

### Classe T13
| Ouro   | IRL Jason Smyth           |
| Prata  | CUB Luís Felipe Gutiérrez |
| Bronze | RSA Jhonatan Ntutu        |

### Classe T34
| Ouro   | TUN Walid Ktila    |
| Prata  | AUS Reed McCraken  |
| Bronze | UAE Mohamed Hamadi |

### Classe T35
| Ouro   | UKR Iurii Tsaruk      |
| Prata  | RSA Tboho Mokgalagadi |
| Bronze | CHN Fu Xinhan         |

### Classe T36
| Ouro   | RUS Evgenii Shvetcov |
| Prata  | GBR Graeme Ballard   |
| Bronze | UKR Roman Pavlyk     |

### Classe T37
| Ouro   | RSA Fanie van der Merwe |
| Prata  | CHN Liang Yongbin       |
| Bronze | RUS Roman Kapranov      |

### Classe T38
| Ouro   | AUS Evan O'Hanlon |
| Prata  | RSA Dyan Buis     |
| Bronze | CHN Zhou Wenjun   |

### Classe T42
| Ouro   | GER Heinrich Popow |
| Prata  | AUS Scott Reardon  |
| Bronze | GER Wojtek Czyz    |

### Classe T44
| Ouro   | GBR Jonnie Peacock |
| Prata  | USA Richard Browne |
| Bronze | RSA Arnu Fourie    |

### Classe T46
| Ouro   | CHN Zhao Xu                  |
| Prata  | CUB Raciel González Isidoria |
| Bronze | GBR Ola Abidogun             |

### Classe T51
| Ouro   | FIN Toni Piispanen   |
| Prata  | ITA Alvise de Vidi   |
| Bronze | ALG Mohamed Berrahal |

### Classe T52
| Ouro   | USA Raymond Martin               |
| Prata  | MEX Salvador Hernández Mondragón |
| Bronze | USA Paul Nitz                    |

### Classe T53
| Ouro   | GBR Mickey Bushell |
| Prata  | CHN Zhao Yufei     |
| Bronze | CHN Yu Shiran      |

### Classe T54
| Ouro   | FIN Leo-Pekka Tähti |
| Prata  | CHN Liu Yang        |
| Bronze | THA Saichon Konjen  |

## Calendário
| E | Eliminatórias | ½ | Semifinais | F | Final |

| Evento/Data | Sex 31 | Sex 31 | Sáb 1 | Sáb 1 | Dom 2 | Dom 2 | Seg 3 | Seg 3 | Ter 4 | Ter 4 | Qua 5 | Qua 5 | Qui 6 | Qui 6 | Sex 7 | Sex 7 | Sáb 8 | Sáb 8 |
| ----------- | ------ | ------ | ----- | ----- | ----- | ----- | ----- | ----- | ----- | ----- | ----- | ----- | ----- | ----- | ----- | ----- | ----- | ----- |
| 100 m T11   |        |        |       |       |       |       |       |       |       |       |       |       |       |       | E     | E     | ½     | F     |
| 100 m T12   |        |        |       |       |       |       | E     | E     | F     | F     |       |       |       |       |       |       |       |       |
| 100 m T13   | E      | E      | F     | F     |       |       |       |       |       |       |       |       |       |       |       |       |       |       |
| 100 m T34   |        |        |       |       |       |       |       |       |       |       |       |       |       |       |       |       | E     | F     |
| 100 m T35   | E      | E      | F     | F     |       |       |       |       |       |       |       |       |       |       |       |       |       |       |
| 100 m T36   |        |        |       |       | E     | F     |       |       |       |       |       |       |       |       |       |       |       |       |
| 100 m T37   |        |        |       |       |       |       |       |       |       |       |       |       |       |       |       |       | E     | F     |
| 100 m T38   |        |        | F     | F     |       |       |       |       |       |       |       |       |       |       |       |       |       |       |
| 100 m T42   |        |        |       |       |       |       |       |       |       |       |       |       |       |       | E     | F     |       |       |
| 100 m T44   |        |        |       |       |       |       |       |       |       |       | E     | E     | F     | F     |       |       |       |       |
| 100 m T46   |        |        |       |       |       |       |       |       |       |       |       |       | E     | F     |       |       |       |       |
| 100 m T51   |        |        |       |       |       |       | F     | F     |       |       |       |       |       |       |       |       |       |       |
| 100 m T52   |        |        |       |       | E     | F     |       |       |       |       |       |       |       |       |       |       |       |       |
| 100 m T53   |        |        |       |       |       |       | E     | F     |       |       |       |       |       |       |       |       |       |       |
| 100 m T54   |        |        | E     | E     | F     | F     |       |       |       |       |       |       |       |       |       |       |       |       |

## T11

### Eliminatórias

#### Eliminatória 1
| Pos. | Atleta                                      | País        | Tempo           | Notas |
| ---- | ------------------------------------------- | ----------- | --------------- | ----- |
| 1    | Xue Lei Guia: Wang Lin                      | CHN China   | 11.29           | Q     |
| 2    | Xavier Porras Guia: Enric Martin Panades    | ESP Espanha | 11.80           | Q     |
| 3 !  | Olusegun Francis Rotawo Guia: Taiwo Olaleye | NGR Nigéria | DQ              |       |
| 4 !  | Andrey Koptev Guia: Sergey Petrichenko      | RUS Rússia  | DNS             |       |
|      |                                             |             | Vento: -0.3 m/s |       |

#### Eliminatória 2
| Pos. | Atleta                                       | País         | Tempo           | Notas |
| ---- | -------------------------------------------- | ------------ | --------------- | ----- |
| 1    | José Armando Sayovo                          | ANG Angola   | 11.33           | Q     |
| 2    | Lucas Prado Guia: Justino Barbosa dos Santos | BRA Brasil   | 11.43           | q     |
| 3    | Firmino Baptista Guia: Ivo Vital             | POR Portugal | 11.75           | q     |
|      |                                              |              | Vento: -1.0 m/s |       |

#### Eliminatória 3
| Pos. | Atleta                              | País               | Tempo           | Notas |
| ---- | ----------------------------------- | ------------------ | --------------- | ----- |
| 1    | Shang Baolong Guia: Shi Yang        | CHN China          | 11.36           | Q     |
| 2    | David Brown Guia: Rolland Slade     | USA Estados Unidos | 11.37           | Q =   |
| 3    | Ananias Shikongo Guia: Even Tjiviju | NAM Namíbia        | 11.55           | Q     |
|      |                                     |                    | Vento: -0.7 m/s |       |

#### Eliminatória 4
| Pos. | Atleta                                        | País               | Tempo           | Notas                |
| ---- | --------------------------------------------- | ------------------ | --------------- | -------------------- |
| 1    | Daniel Silva Guia: Heitor de Oliveira Sales   | BRA Brasil         | 11.43           | Q                    |
| 2    | Kitsana Jorchuy Guia: Patchai Srikhamphan     | THA Tailândia      | 11.78           | Q                    |
| 3    | Elexis Gillette Guia: Wesley Williams         | USA Estados Unidos | 11.85           |                      |
| 4    | Bikram Bahadur Rana Guia: Lila Kumar Shrestha | NEP Nepal          | 12.81           | Recorde da temporada |
|      |                                               |                    | Vento: +0.6 m/s |                      |

#### Eliminatória 5
| Pos. | Atleta                                         | País           | Tempo           | Notas           |
| ---- | ---------------------------------------------- | -------------- | --------------- | --------------- |
| 1    | Felipe Gomes Guia: Leonardo Souza Lopes        | BRA Brasil     | 11.32           | Q               |
| 2    | Octávio Angelo Dos Santos                      | ANG Angola     | 11.70           | Q               |
| 3    | Martin Parejo Maza Guia: Joan Borrisser Roldan | ESP Espanha    | 12.01           | Recorde pessoal |
| 4    | Elchin Muradov Guia: Pavel Setin               | AZE Azerbaijão | 49.78           |                 |
|      |                                                |                | Vento: -0.2 m/s |                 |

### Semifinais

#### Semifinal 1
| Pos. | Atleta                                       | País               | Tempo           | Notas           |
| ---- | -------------------------------------------- | ------------------ | --------------- | --------------- |
| 1    | Lucas Prado Guia: Justino Barbosa dos Santos | BRA Brasil         | 11.15           | Q =             |
| 2    | Xue Lei Guia: Wang Lin                       | CHN China          | 11.16           | Q               |
| 3    | David Brown Guia: Rolland Slade              | USA Estados Unidos | 11.29           | Recorde pessoal |
| 4    | Xavier Porras Guia: Enric Martin Panades     | ESP Espanha        | 11.79           | Recorde pessoal |
|      |                                              |                    | Vento: +0.4 m/s |                 |

#### Semifinal 2
| Pos. | Atleta                                      | País          | Tempo           | Notas           |
| ---- | ------------------------------------------- | ------------- | --------------- | --------------- |
| 1    | José Armando Sayovo                         | ANG Angola    | 11.32           | Q               |
| 2    | Firmino Baptista Guia: Ivo Vital            | POR Portugal  | 11.65           | Recorde pessoal |
| 3    | Kitsana Jorchuy Guia: Patchai Srikhamphan   | THA Tailândia | 11.75           | Recorde pessoal |
| 4 !  | Daniel Silva Guia: Heitor de Oliveira Sales | BRA Brasil    | DNS             |                 |
|      |                                             |               | Vento: +0.5 m/s |                 |

#### Semifinal 3
| Pos. | Atleta                                  | País        | Tempo           | Notas           |
| ---- | --------------------------------------- | ----------- | --------------- | --------------- |
| 1    | Felipe Gomes Guia: Leonardo Souza Lopes | BRA Brasil  | 11.20           | Q               |
| 2    | Shang Baolong Guia: Shi Yang            | CHN China   | 11.24           | Recorde pessoal |
| 3    | Ananias Shikongo Guia: Even Tjiviju     | NAM Namíbia | 11.49           | Recorde pessoal |
| 4    | Octávio Angelo Dos Santos               | ANG Angola  | 11.59           | Recorde pessoal |
|      |                                         |             | Vento: +0.5 m/s |                 |

### Final
| Pos.              | Atleta                                       | País       | Tempo           | Notas |
| ----------------- | -------------------------------------------- | ---------- | --------------- | ----- |
| Medalha de ouro   | Xue Lei Guia: Wang Lin                       | CHN China  | 11.17           |       |
| Medalha de prata  | Lucas Prado Guia: Justino Barbosa dos Santos | BRA Brasil | 11.25           |       |
| Medalha de bronze | Felipe Gomes Guia: Leonardo Souza Lopes      | BRA Brasil | 11.27           |       |
| 4                 | José Armando Sayovo                          | ANG Angola | 11.36           |       |
|                   |                                              |            | Vento: -0.3 m/s |       |

## T12

### Eliminatórias

#### Eliminatória 1
| Pos. | Atleta                               | País         | Tempo           | Notes            |
| ---- | ------------------------------------ | ------------ | --------------- | ---------------- |
| 1    | Fedor Trikolich                      | RUS Rússia   | 10.91           | Q                |
| 2    | Maximiliano Rodriguez                | ESP Espanha  | 11.12           | q                |
| 3    | Yang Yuqing                          | CHN China    | 11.16           | Recorde asiático |
| 4    | Gabriel Potra Guide: Ricardo Pacheco | POR Portugal | 11.65           |                  |
|      |                                      |              | Vento: -0.9 m/s |                  |

#### Eliminatória 2
| Pos. | Atleta                             | País               | Tempo           | Notes                |
| ---- | ---------------------------------- | ------------------ | --------------- | -------------------- |
| 1    | Li Yansong                         | CHN China          | 10.96           | Q                    |
| 2    | Thomas Ulbricht                    | GER Alemanha       | 11.29           |                      |
| 3    | Ahmed Abdul Amir Kadhim            | IRQ Iraque         | 11.77           | Recorde da temporada |
| 4 !  | Josiah Jamison Guide: Jerome Avery | USA Estados Unidos | DQ              |                      |
|      |                                    |                    | Vento: -0.3 m/s |                      |

#### Eliminatória 3
| Pos. | Atleta                 | País         | Tempo           | Notes                |
| ---- | ---------------------- | ------------ | --------------- | -------------------- |
| 1    | Mateusz Michalski      | POL Polônia  | 11.01           | Q                    |
| 2    | Jorge González Sauceda | MEX México   | 11.60           | Recorde da temporada |
| 3    | Rodolfo Alves          | POR Portugal | 11.91           |                      |
|      |                        |              | Vento: +0.8 m/s |                      |

### Final
| Pos.              | Atleta                | País        | Tempo           | Notes            |
| ----------------- | --------------------- | ----------- | --------------- | ---------------- |
| Medalha de ouro   | Fedor Trikolich       | RUS Rússia  | 10.81           | Recorde pessoal  |
| Medalha de prata  | Mateusz Michalski     | POL Polônia | 10.88           |                  |
| Medalha de bronze | Li Yansong            | CHN China   | 10.91           | Recorde asiático |
| 4                 | Maximiliano Rodriguez | ESP Espanha | 11.20           |                  |
|                   |                       |             | Vento: +0.4 m/s |                  |

## T13

### Eliminatórias

#### Eliminatória 1
| Pos. | Atleta                    | Tempo | Notas |
| ---- | ------------------------- | ----- | ----- |
| 1    | IRL Jason Smyth           | 10.54 | Q     |
| 2    | CUB Luis Felipe Gutiérrez | 10.94 | Q     |
| 3    | RUS Artem Loginov         | 11.16 | Q     |
| 4    | CAN Braedon Samuel Dolfo  | 11.26 | q     |
| 5    | MAR Ayoub Chaoui          | 11.37 |       |
| 6    | ESP Joan Munar Martinez   | 11.60 |       |
| 7    | SUR Biondi Misasi         | 11.92 |       |

#### Eliminatória 2
| Pos. | Atleta                | Tempo | Notas |
| ---- | --------------------- | ----- | ----- |
| 1    | RSA Jonathan Ntutu    | 11.00 | Q,    |
| 2    | BUL Radoslav Zlatanov | 11.10 | Q     |
| 3    | RUS Alexey Labzin     | 11.15 | Q     |
| 4    | BRA André Andrade     | 11.22 | q     |
| 5    | SUI Philipp Handler   | 11.45 |       |
| 6    | THA Songwut Lamsan    | 11.59 |       |
| 7    | PLE Mohammed Fannouna | 11.88 |       |
| 8    | MAR Mohamed Amguoun   | 12.66 |       |

### Final
| Pos.              | Atleta                    | Tempo | Notas           |
| ----------------- | ------------------------- | ----- | --------------- |
| Medalha de ouro   | IRL Jason Smyth           | 10.46 | Recorde mundial |
| Medalha de prata  | CUB Luis Felipe Gutiérrez | 11.02 |                 |
| Medalha de bronze | RSA Jonathan Ntutu        | 11.03 |                 |
| 4                 | RUS Alexey Labzin         | 11.03 |                 |
| 5                 | RUS Artem Loginov         | 11.18 |                 |
| 6                 | BUL Radoslav Zlatanov     | 11.25 |                 |
| 7                 | CAN Braedon Samuel Dolfo  | 11.27 |                 |
| 8                 | BRA André Andrade         | 11.28 |                 |

## T34

### Eliminatórias

#### Eliminatória 1
| Pos. | Atleta              | Tempo           | Notas           |
| ---- | ------------------- | --------------- | --------------- |
| 1    | TUN Walid Ktila     | 15.95           | Q               |
| 2    | UAE Mohamed Hammadi | 16.42           | Q               |
| 3    | NED Stefan Rusch    | 16.79           | Q               |
| 4    | FRA Sebastien Mobre | 16.88           | q               |
| 5    | KUW Ahmad Almutairi | 17.67           | Recorde mundial |
| 6    | GBR Jamie Carter    | 17.75           |                 |
|      |                     | Vento: +0.4 m/s |                 |

#### Eliminatória 2
| Pos. | Atleta              | Tempo           | Notas           |
| ---- | ------------------- | --------------- | --------------- |
| 1    | SUI Bojan Mitic     | 16.56           | Q               |
| 2    | AUS Rheed McCracken | 16.84           | Q               |
| 3    | NED Henk Schuiling  | 17.18           | Q               |
| 4    | CAN Nathan Dewitt   | 17.35           | q               |
| 5    | JPN Atsuro Kobata   | 17.65           | Recorde pessoal |
| 6    | USA Austin Pruitt   | 17.86           |                 |
|      |                     | Vento: +0.9 m/s |                 |

### Final
| Pos.              | Atleta              | Tempo           | Notas               |
| ----------------- | ------------------- | --------------- | ------------------- |
| Medalha de ouro   | TUN Walid Ktila     | 15.91           | Recorde paralímpico |
| Medalha de prata  | AUS Rheed McCracken | 16.30           | Recorde da Oceania  |
| Medalha de bronze | UAE Mohamed Hammadi | 16.41           | Recorde asiático    |
| 4                 | SUI Bojan Mitic     | 16.69           |                     |
| 5                 | FRA Sebastien Mobre | 16.73           |                     |
| 6                 | NED Stefan Rusch    | 16.74           | Recorde pessoal     |
| 7                 | NED Henk Schuiling  | 17.32           |                     |
| 8                 | CAN Nathan Dewitt   | 17.36           |                     |
|                   |                     | Vento: +0.1 m/s |                     |

## T35

### Eliminatórias

#### Eliminatória 1
| Pos. | Atleta                           | Tempo           | Notas |
| ---- | -------------------------------- | --------------- | ----- |
| 1    | CHN Fu Xinhan                    | 13.12           | Q     |
| 2    | ARG Hernán Barreto               | 13.22           | Q     |
| 3    | GER Niels Stein                  | 13.41           | Q     |
| 4    | GBR Jordan Howe                  | 13.75           | q     |
| 5    | RUS Ivan Otleykin                | 14.06           |       |
| 6    | MEX Pedro Márquez Villanueva Jr. | 15.14           |       |
|      |                                  | Vento: -0.4 m/s |       |

#### Eliminatória 2
| Pos. | Atleta                 | Tempo           | Notas |
| ---- | ---------------------- | --------------- | ----- |
| 1    | UKR Iurii Tsaruk       | 12.72           | Q     |
| 2    | RSA Teboho Mokgalagadi | 13.07           | Q     |
| 3    | ALG Allel Boukhalfa    | 13.26           | Q     |
| 4    | RUS Anton Bubnov       | 13.86           | Q     |
| 5    | GBR Sam Ruddock        | 13.92           |       |
|      |                        | Vento: -0.1 m/s |       |

### Final
| Pos.              | Atleta                 | Tempo           | Notas                |
| ----------------- | ---------------------- | --------------- | -------------------- |
| Medalha de ouro   | UKR Iurii Tsaruk       | 12.62           | Recorde europeu      |
| Medalha de prata  | RSA Teboho Mokgalagadi | 13.10           |                      |
| Medalha de bronze | CHN Fu Xinhan          | 13.12           | Recorde da temporada |
| 4                 | ARG Hernán Barreto     | 13.26           |                      |
| 5                 | ALG Allel Boukhalfa    | 13.38           |                      |
| 6                 | GER Niels Stein        | 13.52           |                      |
| 7                 | GBR Jordan Howe        | 13.69           |                      |
| 8                 | RUS Anton Bubnov       | 13.89           |                      |
|                   |                        | Vento: -0.2 m/s |                      |

## T36

### Eliminatórias

#### Eliminatória 1
| Pos. | Atleta               | Tempo           | Notas           |
| ---- | -------------------- | --------------- | --------------- |
| 1    | UKR Roman Pavlyk     | 12.50           | Q               |
| 2    | GBR Graeme Ballard   | 12.68           | Q               |
| 3    | CHN Xu Ran           | 12.86           | Q               |
| 4    | USA Chris Clemens    | 13.02           |                 |
| 5    | RUS Andrey Zhirnov   | 13.43           |                 |
| 6    | KAZ Sergey Kharlamov | 13.92           | Recorde pessoal |
|      |                      | Vento: +0.7 m/s |                 |

#### Eliminatória 2
| Pos. | Atleta                             | Tempo           | Notas |
| ---- | ---------------------------------- | --------------- | ----- |
| 1    | RUS Evgenii Shvetcov               | 12.11           | Q     |
| 2    | GBR Ben Rushgrove                  | 12.35           | Q     |
| 3    | HKG So Wa Wai                      | 12.38           | Q     |
| 4    | CHN Che Mian                       | 12.45           | q     |
| 5    | POL Marcin Mielczarek              | 12.84           | q     |
| 6    | MEX Norberto M. Zertuche Rodriguez | 13.72           |       |
|      |                                    | Vento: -0.3 m/s |       |

### Final
| Pos.              | Atleta                | Tempo           | Notas                |
| ----------------- | --------------------- | --------------- | -------------------- |
| Medalha de ouro   | RUS Evgenii Shvetcov  | 12.08           | Recorde paralímpico  |
| Medalha de prata  | GBR Graeme Ballard    | 12.24           |                      |
| Medalha de bronze | UKR Roman Pavlyk      | 12.26           | =                    |
| 4                 | HKG So Wa Wai         | 12.28           | Recorde da temporada |
| 5                 | CHN Che Mian          | 12.31           | =                    |
| 6                 | GBR Ben Rushgrove     | 12.37           |                      |
| 7                 | CHN Xu Ran            | 12.74           | Recorde da temporada |
| 8                 | POL Marcin Mielczarek | 12.80           |                      |
|                   |                       | Vento: +0.8 m/s |                      |

## T37

### Eliminatórias

#### Eliminatória 1
| Pos. | Atleta                            | Tempo           | Notas                |
| ---- | --------------------------------- | --------------- | -------------------- |
| 1    | RSA Fanie van der Merwe           | 11.52           | Q                    |
| 2    | EGY Mostafa Fathalla Mohamed      | 11.55           | Q                    |
| 3    | RUS Roman Kapranov                | 11.61           | Q                    |
| 4    | CHN Shang Guangxu                 | 11.63           | Q                    |
| 5    | GBR Rhys Jones                    | 12.19           | Recorde pessoal      |
| 6    | NED Jelmar Bos                    | 12.23           |                      |
| 7    | MEX Benjamin Ivan Cardozo Sánchez | 12.63           | Recorde da temporada |
| 8    | RUS Vladislav Barinov             | 12.85           | Recorde da temporada |
| 9    | VAN Marcel Houssimoli             | 14.55           | Recorde da temporada |
|      |                                   | Vento: -1.3 m/s |                      |

#### Eliminatória 2
| Pos. | Atleta               | Tempo           | Notas                |
| ---- | -------------------- | --------------- | -------------------- |
| 1    | CHN Liang Yongbin    | 11.63           | Q =                  |
| 2    | VEN Omar Monterola   | 11.68           | Q                    |
| 3    | RUS Gocha Khugaev    | 11.91           | Q                    |
| 4    | ALG Sofiane Hamdi    | 12.01           | q                    |
| 5    | RSA Charl du Toit    | 12.11           |                      |
| 6    | CHN Ma Yuxi          | 12.14           | Recorde da temporada |
| 7    | RSA Andrea Dalle Ave | 12.18           | Recorde pessoal      |
| 7    | BRA Lucas Ferrari    | 12.18           | Recorde pessoal      |
|      |                      | Vento: -1.0 m/s |                      |

### Final
| Pos.              | Atleta                       | Tempo           | Notas           |
| ----------------- | ---------------------------- | --------------- | --------------- |
| Medalha de ouro   | RSA Fanie van der Merwe      | 11.51           | Recorde mundial |
| Medalha de prata  | CHN Liang Yongbin            | 11.51           | Recorde mundial |
| Medalha de bronze | RUS Roman Kapranov           | 11.56           | Recorde europeu |
| 4                 | CHN Shang Guangxu            | 11.63           | =               |
| 5                 | EGY Mostafa Fathalla Mohamed | 11.67           |                 |
| 6                 | ALG Sofiane Hamdi            | 11.80           |                 |
| 7                 | RUS Gocha Khugaev            | 11.89           | Recorde pessoal |
| 8 !               | VEN Omar Monterola           | DQ              |                 |
|                   |                              | Vento: +0.4 m/s |                 |

## T38
| Pos.              | Atleta                          | Tempo | Notas            |
| ----------------- | ------------------------------- | ----- | ---------------- |
| Medalha de ouro   | AUS Evan O'Hanlon               | 10.79 | Recorde mundial  |
| Medalha de prata  | RSA Dyan Buis                   | 11.11 | Recorde africano |
| Medalha de bronze | CHN Zhou Wenjun                 | 11.22 | Recorde asiático |
| 4                 | TUN Mohamed Farhat Chida        | 11.44 |                  |
| 5                 | BRA Edson Pinheiro              | 11.57 |                  |
| 6                 | ESP Lorenzo Albaladejo Martínez | 11.79 |                  |
| 7                 | UKR Mykyta Senyk                | 11.83 |                  |
| 8                 | CZE Patrik Wurm                 | 11.98 |                  |
| 9                 | PAK Haider Ali                  | 15.89 |                  |

## T42

### Eliminatórias

#### Eliminatória 1
| Pos. | Atleta                  | Tempo           | Notas                |
| ---- | ----------------------- | --------------- | -------------------- |
| 1    | GER Heinrich Popow      | 12.43           | Q                    |
| 2    | AUS Scott Reardon       | 12.45           | Q                    |
| 3    | GBR Richard Whitehead   | 12.97           | Q                    |
| 4    | USA Shaquille Vance     | 13.17           | q                    |
| 5    | ISL Helgi Sveinsson     | 15.64           |                      |
| 6    | ANT Jamol Allan Pilgrim | 15.76           | Recorde da temporada |
|      |                         | Vento: +0.5 m/s |                      |

#### Eliminatória 2
| Pos. | Atleta                 | Tempo           | Notas           |
| ---- | ---------------------- | --------------- | --------------- |
| 1    | GER Wojtek Czyz        | 12.53           | Q               |
| 2    | CAN Earle Connor       | 12.56           | Q               |
| 3    | FRA Clavel Kayitaré    | 12.59           | Q               |
| 4    | JPN Atsushi Yamamoto   | 12.87           | q               |
| 5    | DEN Daniel Jorgensen   | 13.21           | Recorde pessoal |
| 6    | USA Garcia-Tolson Rudy | 13.77           | Recorde pessoal |
|      |                        | Vento: +0.1 m/s |                 |

### Final
| Pos.              | Atleta                | Tempo           | Notas                |
| ----------------- | --------------------- | --------------- | -------------------- |
| Medalha de ouro   | GER Heinrich Popow    | 12.40           | Recorde europeu      |
| Medalha de prata  | AUS Scott Reardon     | 12.43           | Recorde pessoal      |
| Medalha de bronze | GER Wojtek Czyz       | 12.52           | Recorde da temporada |
| 4                 | CAN Earle Connor      | 12.65           |                      |
| 5                 | FRA Clavel Kayitaré   | 12.73           |                      |
| 6                 | JPN Atsushi Yamamoto  | 12.92           |                      |
| 7                 | GBR Richard Whitehead | 12.99           |                      |
| 8                 | USA Shaquille Vance   | 13.03           | Recorde da temporada |
|                   |                       | Vento: -0.1 m/s |                      |

## T44

### Eliminatórias

#### Eliminatória 1
| Pos. | Atleta                               | Tempo           | Notas                |
| ---- | ------------------------------------ | --------------- | -------------------- |
| 1    | GBR Jonnie Peacock                   | 11.08           | Q =                  |
| 2    | USA Jerome Singleton                 | 11.46           | Q                    |
| 3    | BRA Alan Fonteles                    | 11.56           | q                    |
| 4    | CPV Márcio Miguel da Costa Fernandes | 12.16           |                      |
| 5    | GER David Behre                      | 12.27           | Recorde da temporada |
| 6    | ITA Riccardo Scendoni                | 12.45           |                      |
| 7    | CHN Jia Tianlei                      | 12.49           | Recorde da temporada |
|      |                                      | Vento: -1.6 m/s |                      |

#### Eliminatória 2
| Pos. | Atleta                   | Tempo           | Notas                |
| ---- | ------------------------ | --------------- | -------------------- |
| 1    | RSA Oscar Pistorius      | 11.18           | Q                    |
| 2    | USA Blake Leeper         | 11.34           | Q                    |
| 3    | CHN Liu Zhiming          | 11.84           | q                    |
| 4    | GER Markus Rehm          | 11.92           |                      |
| 5    | FRA Jean-Baptiste Alaize | 12.11           |                      |
| 6    | RUS Ivan Prokopyev       | 12.21           | Recorde da temporada |
| 7    | AUT Robert Mayer         | 12.61           |                      |
|      |                          | Vento: -0.1 m/s |                      |

#### Eliminatória 3
| Pos. | Atleta               | Tempo           | Notas                |
| ---- | -------------------- | --------------- | -------------------- |
| 1    | RSA Arnu Fourie      | 11.29           | Q                    |
| 2    | USA Richard Browne   | 11.33           | Q                    |
| 3    | CAN Alister McQueen  | 12.02           |                      |
| 4    | SUI Christoph Bausch | 12.09           |                      |
| 5    | BRA André Oliveira   | 12.35           | Recorde da temporada |
| 6    | JPN Jun Haruta       | 12.69           |                      |
|      |                      | Vento: -1.0 m/s |                      |

### Final
| Pos.              | Atleta               | Tempo        | Notas                |
| ----------------- | -------------------- | ------------ | -------------------- |
| Medalha de ouro   | GBR Jonnie Peacock   | 10.90        | Recorde paralímpico  |
| Medalha de prata  | USA Richard Browne   | 11.03        | Recorde pessoal      |
| Medalha de bronze | RSA Arnu Fourie      | 11.08        | Recorde africano     |
| 4                 | RSA Oscar Pistorius  | 11.17        | Recorde da temporada |
| 5                 | USA Blake Leeper     | 11.21        |                      |
| 6                 | USA Jerome Singleton | 11.25        |                      |
| 7                 | BRA Alan Fonteles    | 11.33        | Recorde da temporada |
| 8                 | CHN Liu Zhiming      | 11.97        |                      |
|                   |                      | Vento: 0 m/s |                      |

## T46

### Eliminatórias

#### Eliminatória 1
| Pos. | Atleta                     | Tempo        | Notas                |
| ---- | -------------------------- | ------------ | -------------------- |
| 1    | CHN Zhao Xu                | 11.06        | Q                    |
| 2    | NGR Frank Johnwill         | 11.12        | Q                    |
| 3    | RUS Yury Nosulenko         | 11.26        | Recorde da temporada |
| 4    | KSA Saeed Alkhaldi         | 11.41        | Recorde da temporada |
| 5    | ZIM Elliot Mujaji          | 13.12        | Recorde da temporada |
| 6    | AUS Gabriel Cole           | 17.82        |                      |
| 7 !  | MLI Mahamane Sacko         | DQ           |                      |
| 8 !  | CIV Kouame Jean-Luc Noumbo | DNS          |                      |
|      |                            | Vento: 0 m/s |                      |

#### Eliminatória 2
| Pos. | Atleta                       | Tempo           | Notas                |
| ---- | ---------------------------- | --------------- | -------------------- |
| 1    | BRA Yohansson Nascimento     | 10.94           | Q                    |
| 2    | CUB Raciel González Isidoria | 10.97           | Q                    |
| 3    | PNG Francis Kompaon          | 11.21           | Q                    |
| 4    | NGR Suwaibidu Galadima       | 11.24           | Q                    |
| 5    | CYP Antonis Aresti           | 11.34           |                      |
| 6    | RSA Samkelo Radebe           | 11.53           |                      |
| 7    | SLE Mohamed Kamara           | 11.97           | Recorde da temporada |
| 8 !  | FRA Arnaud Assoumani         | DNS             |                      |
|      |                              | Vento: +0.2 m/s |                      |

#### Eliminatória 3
| Pos. | Atleta                        | Tempo           | Notas                |
| ---- | ----------------------------- | --------------- | -------------------- |
| 1    | GBR Ola Abidogun              | 11.21           | Q                    |
| 2    | JPN Tomoki Tagawa             | 11.29           | Q                    |
| 3    | NGR Saidi Adedeji             | 11.35           | Recorde da temporada |
| 4    | BRA Antônio Souza             | 11.36           |                      |
| 5    | CHN Yao Jianjun               | 11.43           | Recorde da temporada |
| 6    | PHI Roger Tapia               | 11.75           |                      |
| 7    | NIG Ibrahim Mamoudou Tamangue | 12.29           | Recorde da temporada |
|      |                               | Vento: +0.6 m/s |                      |

### Final
| Pos.              | Atleta                       | Tempo           | Notas            |
| ----------------- | ---------------------------- | --------------- | ---------------- |
| Medalha de ouro   | CHN Zhao Xu                  | 11.05           | Recorde asiático |
| Medalha de prata  | CUB Raciel González Isidoria | 11.08           |                  |
| Medalha de bronze | GBR Ola Abidogun             | 11.23           |                  |
| 4                 | NGR Suwaibidu Galadima       | 11.31           |                  |
| 5                 | JPN Tomoki Tagawa            | 11.32           |                  |
| 6                 | NGR Frank Johnwill           | 11.34           |                  |
| 7                 | PNG Francis Kompaon          | 12.28           |                  |
| 8                 | BRA Yohansson Nascimento     | 1:30.79         |                  |
|                   |                              | Vento: +0.2 m/s |                  |

## T51
| Pos.              | Atleta                            | Tempo        | Notas               |
| ----------------- | --------------------------------- | ------------ | ------------------- |
| Medalha de ouro   | FIN Toni Piispanen                | 21.72        | Recorde paralímpico |
| Medalha de prata  | ITA Alvise De Vidi                | 22.60        |                     |
| Medalha de bronze | ALG Mohamed Berrahal              | 22.97        | Recorde africano    |
| 4                 | MEX Edgar Cesareo Navarro Sánchez | 23.35        |                     |
| 5                 | GBR Stephen Osborne               | 23.40        |                     |
| 6                 | RSA Pieter du Preez               | 24.21        |                     |
| 7                 | IRL John McCarthy                 | 25.53        |                     |
| 8                 | JPN Satoshi Inoue                 | 26.11        |                     |
|                   |                                   | Vento: 0 m/s |                     |

## T52

### Eliminatórias

#### Eliminatória 1
| Pos. | Atleta                           | Tempo           | Notas                |
| ---- | -------------------------------- | --------------- | -------------------- |
| 1    | USA Raymond Martin               | 16.79           | Q                    |
| 2    | MEX Salvador Hernández Mondragón | 17.34           | Q                    |
| 3    | USA Josh Roberts                 | 18.36           | Q                    |
| 4    | AUT Thomas Geierspichler         | 18.67           | q                    |
| 5    | AUS Sam McIntosh                 | 18.70           | Recorde da temporada |
| 6    | JPN Toshihiro Takada             | 19.63           | Recorde da temporada |
|      |                                  | Vento: +1.5 m/s |                      |

#### Eliminatória 2
| Pos. | Atleta                  | Tempo           | Notas |
| ---- | ----------------------- | --------------- | ----- |
| 1    | USA Paul Nitz           | 17.11           | Q     |
| 2    | SUI Beat Boesch         | 17.99           | Q     |
| 3    | THA Peth Rungsri        | 18.53           | Q     |
| 4    | JPN Tomoya Ito          | 18.65           | q     |
| 5    | JPN Hirokazu Ueyonabaru | 19.86           |       |
|      |                         | Vento: -0.1 m/s |       |

### Final
| Pos.              | Atleta                           | Tempo           | Notas |
| ----------------- | -------------------------------- | --------------- | ----- |
| Medalha de ouro   | USA Raymond Martin               | 17.02           |       |
| Medalha de prata  | MEX Salvador Hernández Mondragón | 17.64           |       |
| Medalha de bronze | USA Paul Nitz                    | 17.99           |       |
| 4                 | SUI Beat Boesch                  | 18.41           |       |
| 5                 | JPN Tomoya Ito                   | 18.74           |       |
| 6                 | USA Josh Roberts                 | 18.86           |       |
| 7                 | AUT Thomas Geierspichler         | 19.01           |       |
| 8                 | THA Peth Rungsri                 | 19.05           |       |
|                   |                                  | Vento: +0.1 m/s |       |

## T53

### Eliminatórias

#### Eliminatória 1
| Pos. | Atleta                  | Tempo           | Notes                |
| ---- | ----------------------- | --------------- | -------------------- |
| 1    | GBR Mickey Bushell      | 14.86           | Q                    |
| 2    | CHN Yu Shiran           | 15.06           | Q                    |
| 3    | USA Brian Siemann       | 15.32           | Q                    |
| 4    | UAE Mohamed Bani Hashem | 16.01           |                      |
| 5    | THA Sopa Intasen        | 16.23           | Recorde da temporada |
| 6    | KOR Jung Dong-Ho        | 16.24           |                      |
| 7    | JPN Hitoshi Matsunaga   | 16.79           |                      |
|      |                         | Vento: +0.3 m/s |                      |

#### Eliminatória 2
| Pos. | Atleta                         | Tempo           | Notes                |
| ---- | ------------------------------ | --------------- | -------------------- |
| 1    | CAN Brent Lakatos              | 15.00           | Q                    |
| 2    | CHN Zhao Yufei                 | 15.15           | Q                    |
| 3    | BRA Ariosvaldo Fernandes Silva | 15.22           | Q                    |
| 4    | KUW Hamad Aladwani             | 15.62           | q                    |
| 5    | USA Zach Abbott                | 15.82           | q                    |
| 6    | THA Pichet Krungget            | 16.49           | Recorde da temporada |
|      |                                | Vento: -0.1 m/s |                      |

### Final
Competed 3 September 2012 at 19:20.
| Pos.              | Atleta                         | Tempo           | Notes               |
| ----------------- | ------------------------------ | --------------- | ------------------- |
| Medalha de ouro   | GBR Mickey Bushell             | 14.75           | Recorde paralímpico |
| Medalha de prata  | CHN Zhao Yufei                 | 15.09           | Recorde pessoal     |
| Medalha de bronze | CHN Yu Shiran                  | 15.20           |                     |
| 4                 | BRA Ariosvaldo Fernandes Silva | 15.31           |                     |
| 5                 | CAN Brent Lakatos              | 15.31           |                     |
| 6                 | USA Brian Siemann              | 15.39           |                     |
| 7                 | KUW Hamad Aladwani             | 15.47           | Recorde pessoal     |
| 8                 | USA Zach Abbott                | 15.51           |                     |
|                   |                                | Vento: +0.2 m/s |                     |

## T54

### Eliminatórias

#### Eliminatória 1
| Pos. | Atleta                         | Tempo           | Notes                |
| ---- | ------------------------------ | --------------- | -------------------- |
| 1    | CHN Liu Yang                   | 13.91           | Q                    |
| 2    | THA Saichon Konjen             | 14.16           | Q                    |
| 3    | NED Kenny van Weeghel          | 14.21           | Q                    |
| 4    | SWE Niklas Almers              | 14.89           |                      |
| 5    | MEX Pedro Gandarilla Fernández | 14.93           |                      |
| 6    | FIN Esa-Pekka Mattila          | 14.99           | Recorde da temporada |
| 7    | GHA Nkegbe Botsyo              | 15.52           |                      |
|      |                                | Vento: +0.7 m/s |                      |

#### Eliminatória 2
| Pos. | Atleta                         | Tempo           | Notes                |
| ---- | ------------------------------ | --------------- | -------------------- |
| 1    | FIN Leo-Pekka Tahti            | 13.63           | Q                    |
| 2    | THA Supachai Koysub            | 14.43           | Q                    |
| 3    | CAN Curtis Thom                | 14.47           | Q                    |
| 4    | TUN Ahmed Aouadi               | 14.51           | Recorde da temporada |
| 5    | UAE Mohammad Vahdani           | 14.52           |                      |
| 6    | AUS Richard Nicholson          | 15.23           |                      |
| 7    | ESA Luis Hector Morales García | 17.62           | Recorde da temporada |
|      |                                | Vento: +1.0 m/s |                      |

#### Eliminatória 3
| Pos. | Atleta                          | Tempo           | Notes                |
| ---- | ------------------------------- | --------------- | -------------------- |
| 1    | CHN Cui Yanfeng                 | 14.00           | Q                    |
| 2    | GER Marc Schuh                  | 14.18           | Q                    |
| 3    | THA Sukhum Namlun               | 14.49           | Recorde pessoal      |
| 4    | AUS Matthew Cameron             | 14.51           |                      |
| 5    | MEX Juan Pablo Cervantes García | 15.10           |                      |
| 6    | CAN Colin Mathieson             | 15.25           |                      |
| 7    | GAM Demba Jarju                 | 18.84           | Recorde da temporada |
| 8    | GAB Thierry Mabicka             | 21.42           | Recorde da temporada |
|      |                                 | Vento: +1.3 m/s |                      |

### Final
| Pos.              | Atleta                | Tempo           | Notes |
| ----------------- | --------------------- | --------------- | ----- |
| Medalha de ouro   | FIN Leo-Pekka Tahti   | 13.79           |       |
| Medalha de prata  | CHN Liu Yang          | 13.92           |       |
| Medalha de bronze | THA Saichon Konjen    | 14.10           | =     |
| 4                 | CHN Cui Yanfeng       | 14.11           |       |
| 5                 | GER Marc Schuh        | 14.61           |       |
| 6                 | CAN Curtis Thom       | 14.74           |       |
| 7                 | THA Supachai Koysub   | 14.74           |       |
| 8                 | NED Kenny van Weeghel | 14.87           |       |
|                   |                       | Vento: -0.1 m/s |       |

Legenda
| Recorde mundial      | Recorde mundial (World record)               |                       | Recorde africano                      | Recorde africano (African) |                                           | Q | Classificado por posição (Qualified) |
| Recorde paralímpico  | Recorde paralímpico (Paralympic record)      | Recorde da América    | Recorde da América (Americas)         | q                          | Classificado por melhor tempo (Qualified) |   |                                      |
| Melhor marca do ano  | Melhor marca do ano (World leading)          | Recorde asiático      | Recorde asiático (Asian)              | DNS                        | Não largou (Did not start)                |   |                                      |
| Recorde nacional     | Recorde nacional (National record)           | Recorde europeu       | Recorde europeu (European)            | DNF                        | Não terminou (Did not finish)             |   |                                      |
| Recorde pessoal      | Recorde pessoal do atleta (Personal best)    | Recorde da Oceania    | Recorde da Oceania (Oceania)          | DSQ / DQ                   | Desclassificado (Disqualified)            |   |                                      |
| Recorde da temporada | Recorde da temporada do atleta (Season best) | Recorde sul-americano | Recorde sul-americano (South America) | NM                         | Sem marca (No mark)                       |   |                                      |